# Microgale gracilis
Microgale gracilis é uma espécie de mamífero da família Tenrecidae, endêmica de Madagascar.